# Maxi Meza
Maximiliano Eduardo „Maxi” Meza (ur. 15 stycznia 1992 w Caá Catí) – argentyński piłkarz występujący na pozycji skrzydłowego lub ofensywnego pomocnika, reprezentant Argentyny, od 2024 roku zawodnik River Plate.

## Kariera klubowa
Meza pochodzi z małej miejscowości Caá Catí, w prowincji Corrientes. Jego ojciec Eduardo był nauczycielem wiejskim i czołowym piłkarzem w amatorskim, lokalnym klubie CA Cambá Porá, zaś matka gospodynią domową. Treningi piłkarskie rozpoczynał właśnie w drużynie Cambá Porá, w kategorii rocznika 1992 stworzył błyskotliwy ofensywny duet z Danielem Villalvą. W wieku osiemnastu lat jego talent został zauważony przez Darío Ortiza – wysłannika klubu Gimnasia y Esgrima La Plata – i w 2010 roku przeprowadził się do La Platy. Z drużyną rezerw Gimnasii zdobył tytuł mistrzowski i szybko został włączony przez trenera Pedro Troglio do pierwszego zespołu, występującego wówczas w drugiej lidze. Pierwszy profesjonalny mecz rozegrał 10 grudnia 2012 z Deportivo Merlo (2:0) w rozgrywkach drugiej ligi argentyńskiej. Początkowo był głównie rezerwowym – w tej roli na koniec sezonu 2012/2013 wywalczył z Gimnasią awans do najwyższej klasy rozgrywkowej.
Bezpośrednio po awansie Meza został podstawowym zawodnikiem Gimnasii. W argentyńskiej Primera División zadebiutował 4 sierpnia 2013 w wygranym 1:0 spotkaniu z River Plate, zaś pierwszą bramkę zdobył 7 października tego samego roku w wygranej 2:1 konfrontacji z Vélezem Sarsfield. Ogółem w barwach Gimnasii występował przez cztery lata bez poważniejszych osiągnięć. We wrześniu 2016 za sumę blisko dwóch milionów dolarów (za 65% praw do karty zawodniczej) przeszedł do ekipy CA Independiente. W drużynie tej miał zastąpić kontuzjowanego Leandro Fernándeza oraz sprzedanego Jesúsa Méndeza. Szybko został wyróżniającym się graczem zespołu, imponując świetną techniką, kontrolą rytmu gry, zmysłem taktycznym i asystami. Odznaczał się również wielofunkcyjnością – w taktyce trenera Ariela Holana występował na zmianę jako środkowy, ofensywny lub boczny pomocnik, a nawet cofnięty napastnik.
W 2017 roku Meza jako kluczowy zawodnik środka pola triumfował z Independiente w kontynentalnych rozgrywkach Copa Sudamericana (odpowiedniku Ligi Europy). Strzelił gola w pierwszym meczu finałowym tego turnieju z brazylijskim CR Flamengo (2:1). Za sprawą świetnych występów wzbudził wówczas zainteresowanie ze strony klubów z Anglii, Francji, Hiszpanii i Stanów Zjednoczonych. Bezpośrednio po tym sukcesie do zespołu sprowadzono Fernando Gaibora, z którym Meza stworzył dobrze uzupełniający się duet środkowych pomocników. W 2018 zajął z Independiente drugie miejsce w superpucharze Ameryki Południowej – Recopa Sudamericana.
W 2019 roku wyjechał z Argentyny i został zawodnikiem CF Monterrey. Już w pierwszym sezonie triumfował ze swoim klubem w Lidze Mistrzów CONCACAF.

## Kariera reprezentacyjna
W seniorskiej reprezentacji Argentyny Meza zadebiutował za kadencji selekcjonera Jorge Sampaolego, 27 marca 2018 w przegranym 1:6 meczu towarzyskim z Hiszpanią. Znalazł się w kadrze Argentyny na Mistrzostwa Świata w Piłce Nożnej 2018. Podczas turnieju w Rosji wystąpił we wszystkich trzech meczach grupowych swojej drużyny, a także w przegranym meczu 1/8 finału z reprezentacją Francji.